# Mallory (Virgínia Ocidental)
Mallory é uma Região censo-designada localizada no estado norte-americano de Virgínia Ocidental, no Condado de Logan.

## Demografia
Segundo o censo norte-americano de 2000, a sua população era de 1143 habitantes.

## Geografia
De acordo com o United States Census Bureau tem uma área de
29,9 km², dos quais 29,9 km² cobertos por terra e 0,0 km² cobertos por água. Mallory localiza-se a aproximadamente 246 m acima do nível do mar.

## Localidades na vizinhança
O diagrama seguinte representa as localidades num raio de 20 km ao redor de Mallory.